# 霍蘭鳥屬
霍蘭鳥屬是一属已经灭绝的鸟类，属小型掠食性走禽，化石發現於蒙古鄰近戈壁阿爾泰省與巴彥洪戈爾省南部交界處的西戈约特组地層。其化石时期是约7500万年前的白垩纪晚期（坎帕阶时期）。通过推测残缺的後肢化石，霍蘭鳥有着长腿，而且脚趾的构造非同寻常。这些特征都能表明其是奔跑迅速的走禽，可能与现代的走鹃（Geococcyx）相似。這種鳥可能以小型脊椎動物和果實為食。近年來的研究認為霍蘭鳥可能是一種反鳥。